# Charles Cumming
Charles Cumming (ur. 5 kwietnia 1971 w Ayr w Szkocji) – pisarz brytyjski, autor powieści o tematyce szpiegowskiej, laureat prestiżowej nagrody im. Iana Fleminga za najlepszy brytyjski thriller szpiegowski 2012. W latach 2006–2011 pracował jako redaktor w czasopiśmie The Week. Obecnie okazjonalnie publikuje recenzje i artykuły w różnych czasopismach, m.in. dla Spectatora i Mail on Sunday.

## Życiorys
W 1994 roku ukończył studia na Uniwersytecie w Edynburgu na kierunku literatura angielska, z wyróżnieniem. Latem 1995 roku został przyjęty do pracy w MI6 (brytyjskim wywiadzie zagranicznym). W 1996 roku zrezygnował ze służby i przeprowadził się do Montrealu. Tam rozpoczął pracę nad swoją pierwszą powieścią, wykorzystując swoje doświadczenia z MI6. Książka Spy By Nature ukazała się w 2001 roku nakładem wydawnictwa Penguin.
W 2001 roku Cumming przeprowadził się do Madrytu. Tam rozpoczął pracę nad swoją drugą powieścią, zatytułowaną The Hidden Men. Książka, opowiadająca historię tajemniczego zabójstwa, w które wplątane zostają amerykańskie i brytyjskie służby specjalne oraz rosyjska mafia, ukazała się w 2003 roku.
Trzecia książka Cumminga pt. The Spanish Game nawiązuje do jego debiutu. Bohaterem utworu jest Alec Milius, ten sam agent MI5, który występuje w jego debiutanckiej powieści. Tym razem Milius zostaje wciągnięty w spisek zorganizowany przez Basków z ETA przeciwko hiszpańskiemu rządowi. Powieść, która ukazała się w 2006 roku, została przyjęta z dużym uznaniem przez krytyków. The Times uznał ją za jedną z sześciu najlepszych powieści szpiegowskich w historii tego gatunku.
Jeszcze większy sukces odniosła ostatnia książka Charlesa Cumminga - Typhoon. Opublikowana w 2008 roku powieść opowiada o operacji CIA w Chinach w przededniu Igrzysk Olimpijskich w Pekinie. Akcja toczy się na przestrzeni 10 lat i rozpoczyna się w 1997 roku, gdy Brytyjczycy oddali Chinom zwierzchnictwo nad Hongkongiem. Typhoon został uznany przez The New York Timesa za jedną ze stu najważniejszych książek 2009 roku.
W 2008 roku wziął udział w interaktywnym projekcie pisarskim wydawnictwa Penguin, tworząc internetową historię pod tytułem: The 21 Steps.
W 2011 roku Charles Cumming wydał piątą powieść pod tytułem The Trinity Six, która nawiązuje do słynnego sprzed lat skandalu szpiegowskiego związanego z działalnością siatki szpiegowskiej z Cambridge.
W 2012 roku wydał książkę pt. A Foreign Country, która została doceniona przez British Crime Writers' Association. W październiku Cumming odebrał nagrodę CWA Ian Fleming Steel Dagger za najlepszy thriller szpiegowski 2012 roku.
Książki Cumminga zostały przełożone na kilka języków. Wydano go między innymi w Wielkiej Brytanii, USA, Norwegii, Danii, Czechach, Holandii, Francji, Grecji Niemczech i Polsce.
Jest żonaty, ma dwójkę dzieci.

## Powieści
- 2001 - Spy By Nature
- 2003 - The Hidden Men
- 2006 - The Spanish Game
- 2008 - Typhoon
- 2011 - Trinity Six
- 2012 - A Foreign Country

W Polsce ukazały się dotąd dwie książki tego autora:
- 2011 - Ukryty człowiek (Wydawnictwo Enigma, ISBN 978-83-62567-00-3)
- 2011 - TAJFUN (Wydawnictwo Enigma, ISBN 978-83-62567-02-7)